# Clint Leemans
Clint Henricus Franciscus Leemans (Veldhoven, 15 september 1995) is een Nederlandse voetballer die doorgaans als middenvelder speelt.

## Carrière
Leemans is een neef van Branco van den Boomen, met wie hij begon met voetballen bij RKVVO. Hij werd in 2004 opgenomen in de jeugd van PSV. Hier tekende hij op 17 juni 2013 zijn eerste profcontract. Leemans debuteerde op 20 september 2013 in het betaald voetbal, toen hij met Jong PSV een wedstrijd in de Eerste divisie speelde uit tegen FC Den Bosch. Hij kwam die dag na 81 minuten in het veld voor Rubén Bentancourt. Jong PSV verloor de wedstrijd met 2–1. Leemans speelde in de volgende drie seizoenen 87 wedstrijden voor Jong PSV. Een debuut in het eerste elftal bleef uit.
Leemans tekende in juni 2016 een contract tot medio 2018 bij VVV-Venlo, dat hem transfervrij overnam van PSV. In zijn verbintenis werd een optie voor nog een seizoen opgenomen. Leemans speelde dat seizoen 37 competitiewedstrijden en promoveerde aan het eind van het jaar met VVV als kampioen naar de Eredivisie. Hij maakte op 12 augustus 2017 zijn debuut op het hoogste niveau. Zijn ploeggenoten en hij wonnen die dag thuis met 3–0 van Sparta Rotterdam. Leemans maakte zelf het eerste doelpunt. Eind maart 2018 werd de optie in zijn aflopende contract gelicht, zodat de middenvelder nog tot 1 juli 2019 onder contract staat bij de Venlose eredivisionist. Leemans ontwikkelde zich bij VVV tot een productieve middenvelder met in totaal 22 competitiedoelpunten in twee seizoenen. Voor aanvang van het seizoen 2018/19 maakte hij samen met ploeggenoot Vito van Crooij een transfer naar PEC Zwolle waar hij een driejarig contract tekende. Op 30 augustus 2019 werd bekendgemaakt dat Leemans verhuurd wordt aan RKC Waalwijk voor de rest van het seizoen 2019/20. Na afloop van de huurperiode keerde Leemans terug naar Zwolle waar hij een succesvolle rentree kende. Bij de start van het seizoen 2020/21 werd hij door de Eredivisie CV in september uitgeroepen tot Speler van de Maand. In de winterstop werd hij verhuurd aan De Graafschap. In augustus 2021 tekende de transfervrije middenvelder een tweejarig contract bij Viborg FF. Bij de Deense promovendus werd hij ploeggenoot van zijn landgenoten Lars Kramer, Justin Lonwijk en Jay-Roy Grot. Na afloop van zijn contract keerde Leemans in de zomer van 2023 terug naar Nederland, waar hij bij NAC Breda een driejarige overeenkomst ondertekende.

### Clubstatistieken
| Seizoen                        | Club            | Competitie      | Competitie | Competitie | Beker | Beker | Internationaal | Internationaal | Overig | Overig | Totaal | Totaal |
| Seizoen                        | Club            | Competitie      | Wed.       | Dlp.       | Wed.  | Dlp.  | Wed.           | Dlp.           | Wed.   | Dlp.   | Wed.   | Dlp.   |
| ------------------------------ | --------------- | --------------- | ---------- | ---------- | ----- | ----- | -------------- | -------------- | ------ | ------ | ------ | ------ |
| 2013/14                        | Jong PSV        | Eerste divisie  | 27         | 3          | 0     | 0     | –              | –              | –      | –      | 27     | 3      |
| 2014/15                        | Jong PSV        | Eerste divisie  | 28         | 6          | 0     | 0     | –              | –              | –      | –      | 28     | 6      |
| 2015/16                        | Jong PSV        | Eerste divisie  | 32         | 5          | 0     | 0     | –              | –              | –      | –      | 32     | 5      |
| 2016/17                        | VVV-Venlo       | Eerste divisie  | 37         | 12         | 2     | 0     | –              | –              | –      | –      | 39     | 12     |
| 2017/18                        | VVV-Venlo       | Eredivisie      | 33         | 10         | 3     | 0     | –              | –              | –      | –      | 36     | 10     |
| 2018/19                        | PEC Zwolle      | Eredivisie      | 22         | 2          | 2     | 0     | –              | –              | –      | –      | 24     | 2      |
| 2019/20                        | PEC Zwolle      | Eredivisie      | 1          | 0          | 0     | 0     | –              | –              | –      | –      | 1      | 0      |
| 2019/20                        | → RKC Waalwijk  | Eredivisie      | 21         | 4          | 1     | 1     | –              | –              | –      | –      | 22     | 5      |
| 2020/21                        | PEC Zwolle      | Eredivisie      | 16         | 3          | 1     | 0     | –              | –              | –      | –      | 17     | 3      |
| 2020/21                        | → De Graafschap | Eerste divisie  | 9          | 1          | 0     | 0     | –              | –              | 1      | 0      | 10     | 1      |
| 2021/22                        | Viborg FF       | Superligaen     | 29         | 3          | 1     | 0     | –              | –              | 1      | 0      | 31     | 3      |
| 2022/23                        | Viborg FF       | Superligaen     | 32         | 6          | 5     | 1     | 6              | 1              | 1      | 0      | 44     | 8      |
| 2023/24                        | NAC Breda       | Eerste divisie  | 16         | 1          | 1     | 0     | –              | –              | 0      | 0      | 17     | 1      |
| 2024/25                        | NAC Breda       | Eredivisie      | 27         | 3          | 1     | 0     | –              | –              | –      | –      | 28     | 3      |
| 2025/26                        | NAC Breda       | Eredivisie      | 1          | 0          | 0     | 0     | –              | –              | –      | –      | 1      | 0      |
| Carrière totaal                | Carrière totaal | Carrière totaal | 331        | 59         | 17    | 2     | 6              | 1              | 3      | 0      | 357    | 62     |
| Bijgewerkt op 10 augustus 2025 |                 |                 |            |            |       |       |                |                |        |        |        |        |

## Interlandcarrière
Nederland –18
Op 14 november 2012 maakte Leemans zijn debuut voor het Nederlands elftal onder 18, in een vriendschappelijke wedstrijd tegen Turkije onder 18. Leemans begon in de basisopstelling en werd in de 67e minuut vervangen door zijn neef Branco van den Boomen.
| Interlands van Clint Leemans voor Nederland –18 | Interlands van Clint Leemans voor Nederland –18 | Interlands van Clint Leemans voor Nederland –18 | Interlands van Clint Leemans voor Nederland –18 | Interlands van Clint Leemans voor Nederland –18 | Interlands van Clint Leemans voor Nederland –18 |
| №                                               | Datum                                           | Wedstrijd                                       | Uitslag                                         | Soort Wedstrijd                                 | Doelpunten                                      |
| Als speler bij PSV                              | Als speler bij PSV                              | Als speler bij PSV                              | Als speler bij PSV                              | Als speler bij PSV                              | Als speler bij PSV                              |
| ----------------------------------------------- | ----------------------------------------------- | ----------------------------------------------- | ----------------------------------------------- | ----------------------------------------------- | ----------------------------------------------- |
| 1.                                              | 14 november 2012                                | Nederland - Turkije                             | 1 – 4                                           | Vriendschappelijk                               | 0                                               |
| 2.                                              | 26 maart 2013                                   | Nederland - Duitsland                           | 4 – 1                                           | Vriendschappelijk                               | 0                                               |

Nederland –19
Leemans werd door bondscoach Wim van Zwam voor opgenomen in de selectie van het Nederlands voetbalelftal onder 19, dat van 20 juli tot en met 1 augustus 2013 zou deelnemen aan het EK onder 19 in Litouwen. Hij maakte op 26 juli 2013 zijn debuut. Daarbij werd met 2–3 verloren van Spanje –19. Leemans speelde de hele wedstrijd en scoorde de openingstreffer.
| Interlands van Clint Leemans voor Nederland –19 | Interlands van Clint Leemans voor Nederland –19 | Interlands van Clint Leemans voor Nederland –19 | Interlands van Clint Leemans voor Nederland –19 | Interlands van Clint Leemans voor Nederland –19 | Interlands van Clint Leemans voor Nederland –19 |
| №                                               | Datum                                           | Wedstrijd                                       | Uitslag                                         | Soort Wedstrijd                                 | Doelpunten                                      |
| Als speler bij PSV                              | Als speler bij PSV                              | Als speler bij PSV                              | Als speler bij PSV                              | Als speler bij PSV                              | Als speler bij PSV                              |
| ----------------------------------------------- | ----------------------------------------------- | ----------------------------------------------- | ----------------------------------------------- | ----------------------------------------------- | ----------------------------------------------- |
| 1.                                              | 26 juli 2013                                    | Nederland – Spanje                              | 2 – 3                                           | EK 2013                                         | 1                                               |
| 2.                                              | 6 september 2013                                | Nederland – Duitsland                           | 1 – 6                                           | Vriendschappelijk                               | 0                                               |
| 3.                                              | 10 september 2013                               | Nederland – Italië                              | 1 – 1                                           | Vriendschappelijk                               | 0                                               |
| 4.                                              | 10 oktober 2013                                 | Turkije – Nederland                             | 0 – 1                                           | Vriendschappelijk                               | 0                                               |
| 5.                                              | 13 oktober 2013                                 | Turkije – Nederland                             | 1 – 3                                           | Vriendschappelijk                               | 0                                               |
| 6.                                              | 13 november 2013                                | Nederland – Moldavië                            | 3 – 0                                           | EK-kwalificatie 2014                            | 0                                               |
| 7.                                              | 15 november 2013                                | Nederland – Wales                               | 0 – 0                                           | EK-kwalificatie 2014                            | 0                                               |
| 8.                                              | 18 november 2013                                | Georgië – Nederland                             | 2 – 1                                           | EK-kwalificatie 2014                            | 0                                               |
| 9.                                              | 5 maart 2014                                    | Nederland – Spanje                              | 2 – 1                                           | Vriendschappelijk                               | 0                                               |

Nederlands beloftenelftal
Op 4 september 2014 debuteerde Leemans in het Beloftenelftal, tijdens een vriendschappelijk duel tegen de Tsjechische beloften.
| Interlands van Clint Leemans voor Nederlands beloftenelftal | Interlands van Clint Leemans voor Nederlands beloftenelftal | Interlands van Clint Leemans voor Nederlands beloftenelftal | Interlands van Clint Leemans voor Nederlands beloftenelftal | Interlands van Clint Leemans voor Nederlands beloftenelftal | Interlands van Clint Leemans voor Nederlands beloftenelftal |
| №                                                           | Datum                                                       | Wedstrijd                                                   | Uitslag                                                     | Soort Wedstrijd                                             | Doelpunten                                                  |
| Als speler bij PSV                                          | Als speler bij PSV                                          | Als speler bij PSV                                          | Als speler bij PSV                                          | Als speler bij PSV                                          | Als speler bij PSV                                          |
| ----------------------------------------------------------- | ----------------------------------------------------------- | ----------------------------------------------------------- | ----------------------------------------------------------- | ----------------------------------------------------------- | ----------------------------------------------------------- |
| 1.                                                          | 4 september 2014                                            | Nederland – Tsjechië                                        | 0 – 1                                                       | Vriendschappelijk                                           | 0                                                           |
| 2.                                                          | 9 oktober 2014                                              | Nederland – Turkije                                         | 2 – 2                                                       | Vriendschappelijk                                           | 0                                                           |
| 3.                                                          | 11 oktober 2014                                             | Nederland – Engeland                                        | 2 – 3                                                       | Vriendschappelijk                                           | 0                                                           |
| 4.                                                          | 13 oktober 2014                                             | Nederland – Duitsland                                       | 1 – 1                                                       | Vriendschappelijk                                           | 0                                                           |

Jong Oranje
Na een afzegging van zijn geblesseerde clubgenoot Jorrit Hendrix werd Leemans door bondscoach Remy Reijnierse geselecteerd voor Jong Oranje, voor een oefenwedstrijd tegen Jong Frankrijk op 30 maart 2015. Leemans begon op de reservebank en kwam in de 67e minuut in het veld als vervanger van Yassin Ayoub.
| Interlands van Clint Leemans voor Jong Oranje | Interlands van Clint Leemans voor Jong Oranje | Interlands van Clint Leemans voor Jong Oranje | Interlands van Clint Leemans voor Jong Oranje | Interlands van Clint Leemans voor Jong Oranje | Interlands van Clint Leemans voor Jong Oranje |
| №                                             | Datum                                         | Wedstrijd                                     | Uitslag                                       | Soort Wedstrijd                               | Doelpunten                                    |
| Als speler bij PSV                            | Als speler bij PSV                            | Als speler bij PSV                            | Als speler bij PSV                            | Als speler bij PSV                            | Als speler bij PSV                            |
| --------------------------------------------- | --------------------------------------------- | --------------------------------------------- | --------------------------------------------- | --------------------------------------------- | --------------------------------------------- |
| 1.                                            | 30 maart 2015                                 | Frankrijk – Nederland                         | 4 – 1                                         | Vriendschappelijk                             | 0                                             |
| 2.                                            | 27 mei 2015                                   | Nederland – Costa Rica                        | 3 – 2                                         | Espoirs-toernooi Toulon                       | 0                                             |
| 3.                                            | 29 mei 2015                                   | Verenigde Staten – Nederland                  | 3 – 1                                         | Espoirs-toernooi Toulon                       | 0                                             |
| 4.                                            | 31 mei 2015                                   | Nederland – Qatar                             | 5 – 1                                         | Espoirs-toernooi Toulon                       | 0                                             |
| 5.                                            | 4 juni 2015                                   | Frankrijk – Nederland                         | 4 – 0                                         | Espoirs-toernooi Toulon                       | 0                                             |

## Erelijst
VVV-Venlo
| Nationaal      |    |         |
| Eerste divisie | 1x | 2016/17 |